# Cerro Piedra Blanca

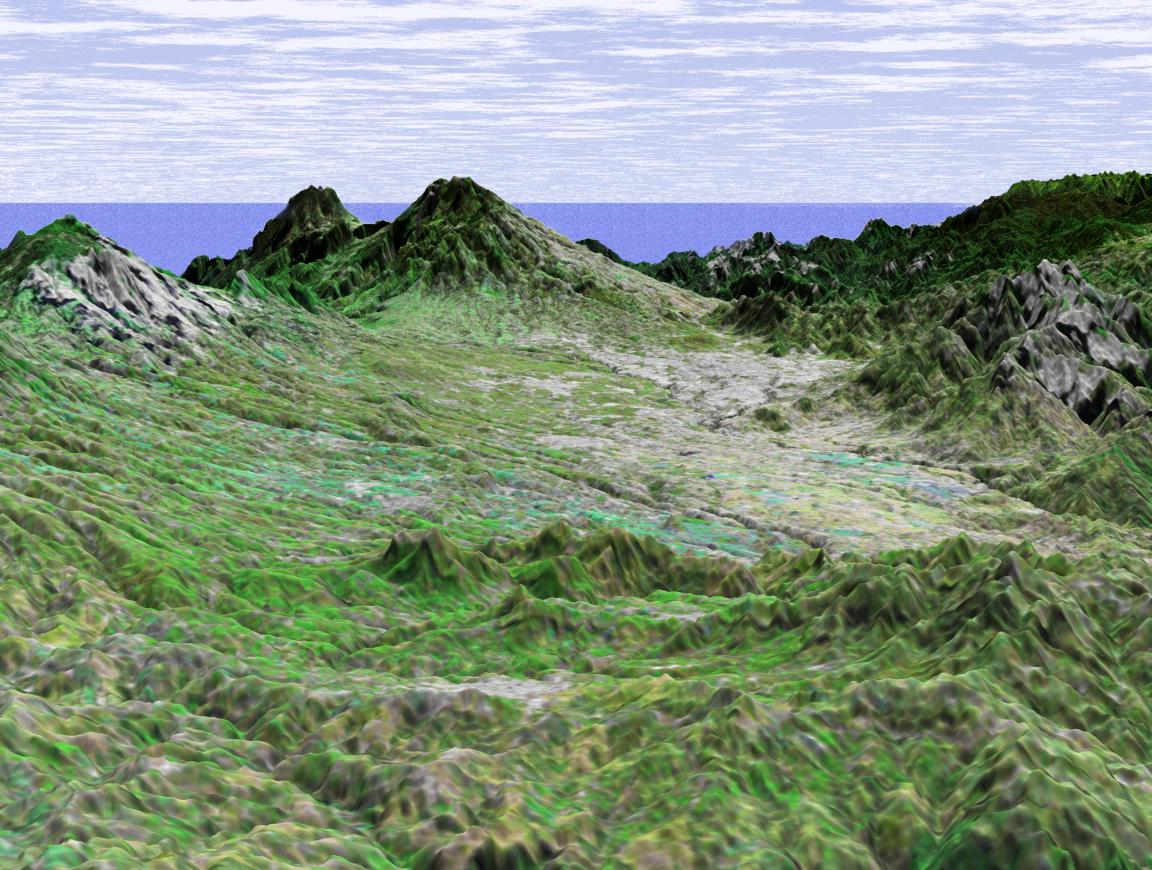
Cerro Piedra Blanca localizado en el Valle Central de Costa Rica.

El cerro Piedra Blanca (Conocido como Pico Blanco) es la cuarta montaña más alta de los cerros de Escazú en Costa Rica con 2271 metros sobre el nivel del mar. Piedra Blanca hace  referencia, literalmente, al afloramiento rocoso cercano a su punto más alto, que se ve como una luz gris desde el Valle Central.
El Cerro Piedra Blanca tiene un origen volcánico, derivado de un cuerpo intrusivo datado hace 5.5 millones de años y que fue originalmente parte del arco magmático de Costa Rica, se cree sin embargo que un cambio en el ángulo de subducción de las placas tectónicas ubicadas en la costa Pacífica de Costa Rica provocó el desplazamaiento del arco magmático hasta su posición actual (Cordillera Volcánica Central) lo que determinó que hubiera muy poca actividad efusiva, y a la vez dio origen a la Depresión Volcánica Central, llamado también Valle Central aunque geomorfológicamente no corresponde a un Valle.
Es un buen destino para una jornada de caminata, y es un lugar potencialmente prometedor para la escalada en roca.

## Antecedentes
- El 15 de enero de 1990: Un avión que transportaba a 21 personas se estrelló cerca del cerro, poco después de despegar desde el aeropuerto Juan Santamaría, todos a bordo perecieron.
- El 5 de noviembre de 2010: La cima del cerro se derrumbó matando a 24 personas en la localidad de calle Lajas.
- El 25 de noviembre de 2024: un accidente de avioneta con seis personas a bordo se cobró la vida de cinco de ellas. Solo una sobrevivió a la tragedia.